# Elena Ceaușescu
Elena Ceaușescu, ursprungligen Lenuța Petrescu, född 7 januari 1916 i Petrești, Ilfov, död 25 december 1989 i Târgoviște (avrättad), var en rumänsk politiker. Hon var gift med Rumäniens diktator Nicolae Ceaușescu från 1946 tills de båda arkebuserades. Hon var Rumäniens första dam 1965–1989 och vice premiärminister 1980–1989.

## Biografi
Elena Ceaușescu föddes som dotter till en lantbrukare i Petrești i Valakiet. Hon gick ut grundskolan, men fick ingen högre utbildning. Hon flyttade till huvudstaden Bukarest, där hon arbetade som laboratorieassistent och i en textilfabrik. År 1939 blev hon medlem i Rumänska kommunistpartiet, där hon mötte Nicolae Ceaușescu; paret gifte sig 23 december 1947 och fick tre barn. Deras relation beskrivs som lycklig.
Nicolae Ceaușescu blev Rumäniens diktator 1965. Elena Ceaușescu spelade initialt ingen politisk roll. Efter att Nicolae Ceaușescu hade tagit avstånd från Sovjets invasion av Tjeckoslovakien 1968, kom Rumänien att ses som en självständig politisk kraft inom Östblocket, och paret Ceaușescu gjorde många officiella statsbesök inom både öst- och västblocket. Elena Ceaușescu följde med på statsbesök och kom att gradvis spela en allt mer offentlig roll.

### Politisk karriär
Under ett statsbesök i Kina i juni 1971 noterade Elena Ceaușescu att Maos hustru Jiang Qing inte bara var Maos hustru, utan också hade formella politiska positioner, och vid sin återkomst till Rumänien påbörjade även Elena Ceaușescu en formell politisk karriär. Efter besöket i Nordkorea samma år började paret att introducera personkult i Rumänien.
I juli 1972 blev hon en fullvärdig medlem i partiets centralkommitté, och i juni 1973 valdes hon in i politbyrån och blev formellt nummer två i partihierarkin efter sin make; i mars 1975 valdes hon i parlamentet som representant för det viktiga industridistriktet Pitești, Argeș (en plats hon behöll till 1989), och i januari 1977 blev hon medlem i partiets högsta organ, den permanenta byrån i den politiska exekutiva kommittén. Slutligen utnämndes hon till vice premiärminister i mars 1980.
Elena Ceaușescu spelade gradvis en allt större politisk roll. Hon var intensivt aktiv i partiadministrationen tillsammans med sin make, och tillhörde ett fåtal hustrur till östblockets kommunistledare som själv innehade formella politiska poster. Hon blev chef för det så kallade "andra kabinettet", som övervakade och samlade personliga filer på det ordinarie kabinettets medlemmar. Som sådan samarbetade de med hemliga polisen, securitate. Hon hade tillgång till deras arkiv och gav order och mottog rapporter från deras agenter. Hon gav själv order till agenter att sätta ut fällor för att kompromettera både partimedlemmar och utländska diplomater i syfte att sedan utpressa dem.
Liksom kring hennes make uppstod en personkult kring Elena Ceaușescu, i hennes fall grundat på hennes förfalskade meriter som internationellt firad kemist. Den officiella propagandan kallade henne "Nationens Moder". Den rumänska statstelevisionen hade order att endast filma henne ur fördelaktiga vinklar, och till exempel dölja hennes profil på grund av hennes stora näsa.

### Rykte som kemist
Propagandan kring henne utgick också från hennes förfalskade meriter som kemist.
Enligt hennes officiella biografi läste hon in en examen i industriell kemi vid universitetet i Bukarest. Hon avlade examen 1957 och anställdes samma år som kemist vid ICECHIM (National Institute for Chemical Research). Hon blev sekreterare vid partikommittén vid Bucharest Central Institute of Chemical Researches, och utnämndes till dess direktör när hennes make blivit diktator 1965. Hon var vetenskapligt verksam vid detta institut och bedrev grundforskning kring makromolekylära föreningar. Hon utgav sin avhandling inom detta ämne (som uppges ha skrivits av kemisterna Osias Solomon och Radu Bordelanu). I december 1965 valdes hon till medlem i National Council of Scientific Research, 1967 fick hon titeln doktor i makromolekylär kemi, i september 1966 mottog hon Order of Scientific Merit First Class, och i mars 1974 blev hon medlem i Rumänska akademiens avdelningen för kemisk vetenskap. Hon mottog en rad utmärkelser inom kemi under sin makes regeringstid, namngavs som medforskare till en rad patent, och utgav flera böcker om kemi.
Efter makens fall från makten ifrågasattes hennes vetenskapliga meriter kraftigt. Enligt uppgift hade hon i själva verket nätt och jämnt klarat grundskolan, och beskrivs som vetenskapligt illitterat. De böcker som utgavs i hennes namn och de uppfinningar som tillskrevs henne uppges i själva verket ha varit förfalskningar, som skrevs av andra personer och sedan publicerades under hennes namn. De utmärkelser, titlar och tjänster inom vetenskap hon fick ska ha getts till henne enbart på grund av hennes politiska maktställning.
Elena Ceaușescu beskrivs som fåfäng och mottog en rad utmärkelser och ordnar under sina utlandsresor. Framför allt mottog hon hedersdoktorat och andra akademiska hedersbetygelser av diplomatiska skäl. En del av dessa återtogs efter makens fall.

### Rättegång och död
Makarna Ceaușescus hårdföra inrikespolitik gjorde dem med tiden allmänt avskydda. Den 22 december 1989 utbröt den rumänska revolutionen efter händelserna i Timișoara, och makarna försökte fly. De greps i Târgoviște och ställdes inför en militärdomstol. Rättegången beskrivs som en summarisk skenrättegång. Nicolae Ceaușescu besvarade de flesta frågor, och tystade Elena Ceaușescu då hon ville svara i ilska. De dömdes till döden och arkebuserades juldagen 1989.

## Galleri

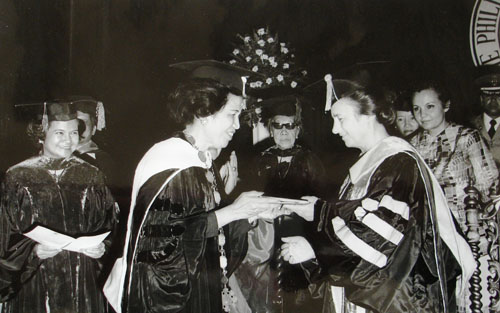
Elena Ceausescu blir hedersdoktor i Manilla 1975.
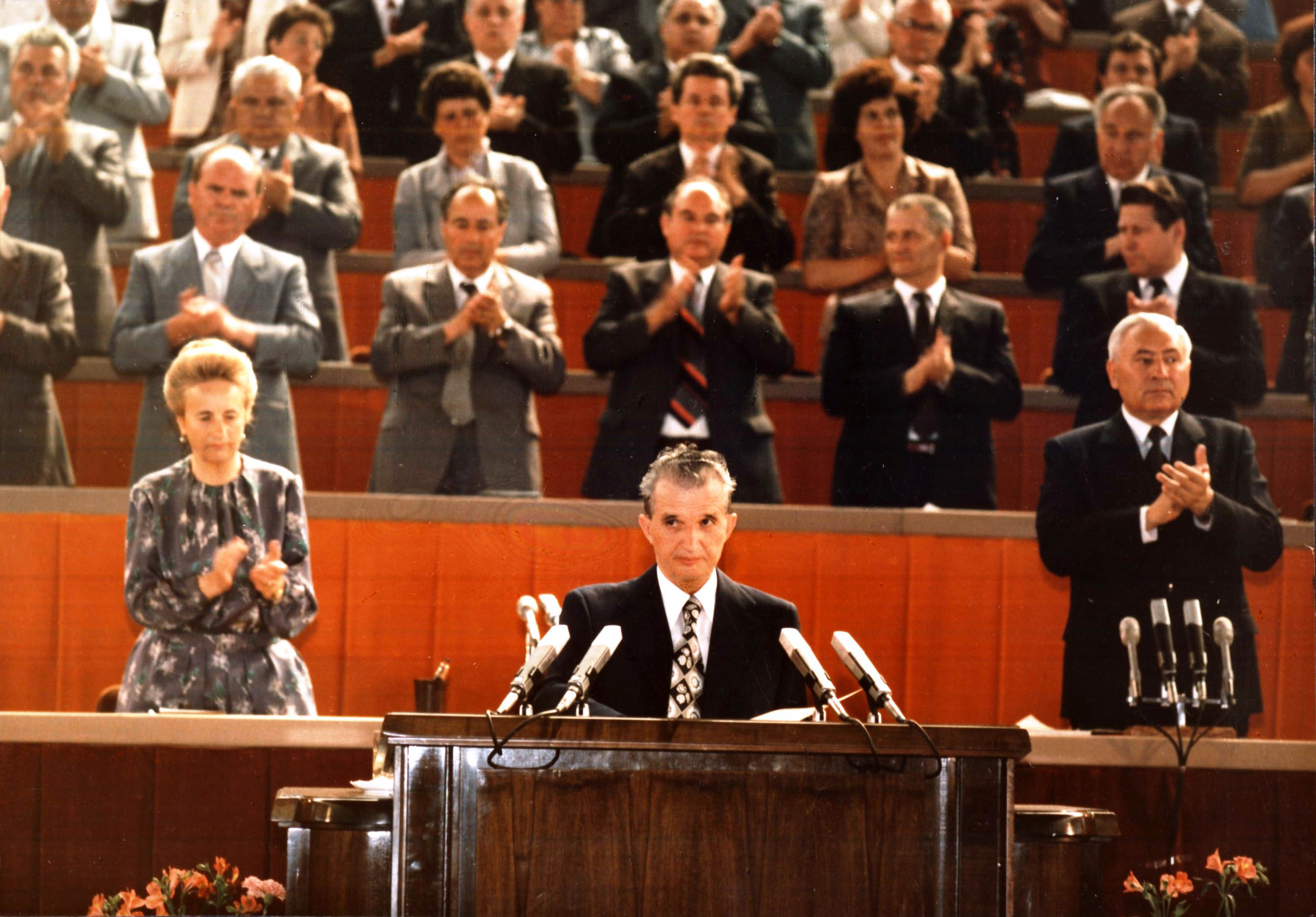
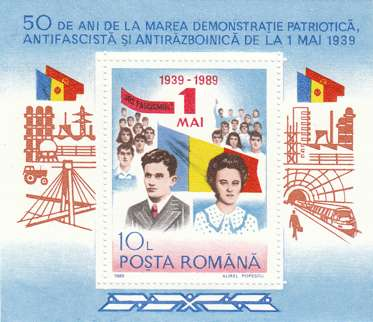
Kommunistiskt frimärke från 1989 föreställande Nicolae Ceaușescu och Elena Ceaușescu.